# Gisela Weiss
Gisela Weiss, née le 16 octobre 1943 à Česká Kamenice (protectorat de Bohême-Moravie), est une nageuse est-allemande spécialiste de la nage libre. Elle est médaillée de bronze en relais aux Jeux de 1960.

## Carrière
Lors des Jeux de 1960, Gisela Weiss participe aux 400 m nage libre mais termine seulement 12e avant de prendre part au 4 x 100 m nage libre avec Christel Steffin, Heidi Pechstein et Ursel Brunner qui termine 3e de la finale.
Entre 1959 et 1961, elle remporte trois fois de suite le titre national sur le 4 x 100 m nage libre.

## Palmarès
| Date | Compétition           | Lieu    | Place | Course               |
| ---- | --------------------- | ------- | ----- | -------------------- |
| 1960 | Jeux olympiques       | Rome    | 12e   | 400 m nage libre     |
| 1960 | Jeux olympiques       | Rome    | 3e    | 4 x 100 m nage libre |
| 1962 | Championnats d'Europe | Leipzig | 5e    | 4 x 100 m nage libre |